# Rémi Garde
Rémi Garde (L'Arbresle, 3 april 1966) is een Frans voetbaltrainer en voormalig voetballer.

## Loopbaan als speler
Rémi Garde speelde als verdedigende middenvelder en centrale verdediger voor Olympique Lyonnais, RC Strasbourg en Arsenal. In 1987 debuteerde hij bij Olympique Lyonnais in het betaald voetbal. Op 21 januari 1990 maakte Garde zijn debuut voor het Frans voetbalelftal in de vriendschappelijke wedstrijd tegen Koeweit.
| Interlands van Rémi Garde voor Frankrijk | Interlands van Rémi Garde voor Frankrijk | Interlands van Rémi Garde voor Frankrijk   | Interlands van Rémi Garde voor Frankrijk | Interlands van Rémi Garde voor Frankrijk | Interlands van Rémi Garde voor Frankrijk | Interlands van Rémi Garde voor Frankrijk |
| №                                        | Datum                                    | Wedstrijd                                  | Uitslag                                  | Competitie                               | Goals                                    | Assists                                  |
| Als speler van Olympique Lyonnais        | Als speler van Olympique Lyonnais        | Als speler van Olympique Lyonnais          | Als speler van Olympique Lyonnais        | Als speler van Olympique Lyonnais        | Als speler van Olympique Lyonnais        | Als speler van Olympique Lyonnais        |
| ---------------------------------------- | ---------------------------------------- | ------------------------------------------ | ---------------------------------------- | ---------------------------------------- | ---------------------------------------- | ---------------------------------------- |
| 1                                        | 21.01.1990                               | Koeweit – Frankrijk                        | 0–1                                      | Vriendschappelijk                        | 0                                        | 0                                        |
| 2                                        | 24.01.1990                               | Frankrijk – Duitse Democratische Republiek | 3–0                                      | Vriendschappelijk                        | 0                                        | 0                                        |
| 3                                        | 28.02.1990                               | Frankrijk – West-Duitsland                 | 2–1                                      | Vriendschappelijk                        | 0                                        | 0                                        |
| 4                                        | 14.08.1991                               | Polen - Frankrijk                          | 1–5                                      | Vriendschappelijk                        | 0                                        | 0                                        |
| 5                                        | 12.10.1991                               | Spanje - Frankrijk                         | 1–2                                      | Kwalificatie EK 1992                     | 0                                        | 0                                        |
| 6                                        | 27.05.1992                               | Zwitserland - Frankrijk                    | 2–1                                      | Vriendschappelijk                        | 0                                        | 0                                        |

## Loopbaan als trainer
Op 22 juni 2011 werd Garde benoemd als trainer van Olympique Lyonnais. Na drie seizoenen verliet hij de club wegens persoonlijke omstandigheden. Op 2 november 2015 werd hij als trainer aangesteld bij Aston Villa. Hij volgde in deze functie de ontslagen Tim Sherwood op. Op 29 maart 2016 werd bekend dat Aston Villa en Rémi Garde per direct uit elkaar gingen. Hij werd als trainer opgevolgd door voormalig veldtrainer Erick Black. Op 8 november 2017 werd Garde aangesteld als trainer van Montreal Impact, waar hij op 21 augustus 2019 werd ontslagen door de club.

## Erelijst
Als speler
 Olympique Lyonnais
- Division 2: 1988/89

 RC Strasbourg
- UEFA Intertoto Cup: 1995

 Arsenal
- Premier League: 1997/98

Als trainer
 Olympique Lyonnais
- Coupe de France: 2011/12
- Trophée des Champions: 2012